# Kolomenskoje

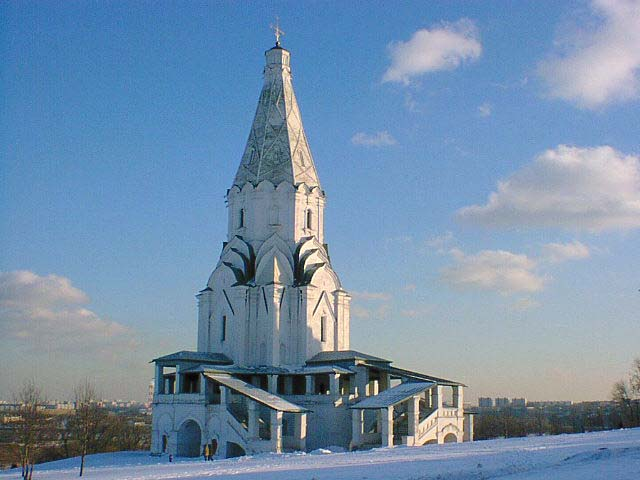
Himmelsfärdskyrkan i Kolomenskoje

Kolomenskoje är ett friluftsmuseum i ett stort parkområde i sydöstra utkanten av Moskva, beläget ovanför Moskvafloden med en vidsträckt vy över Moskva. Hit har träbyggnader och kyrkobyggnader flyttats från olika delar av Ryssland.
Området var ursprungligen tsarens egendom, beläget vid den gamla vägen till staden Kolomna (därav namnet). Den äldsta bevarade byggnaden är den enastående 
Himmelsfärdskyrkan (eller Uppståndelsekyrkan) från 1532, vilken är inskriven i Unescos världsarvslista. 
I dag finns i Kolomenskoje flera magnifika byggnader, som Peter den stores trästuga från Archangelsk och Jungfru Maria-kyrkan från Kazan, praktexempel på tidig moskvabarock.

## Kolomenskojepalatset
Tsar Aleksej I rev alla träbyggnaderna i parkområdet, och ersatte dem med ett fantastiskt träpalats, med inte mindre än 250 rum. Palatset byggdes utan såg eller spikar, som ett "världens åttonde underverk". Palatset revs dock 1768, men en trämodell överlevde, och i september 2010 invigdes det återuppbyggda palatset i full skala.

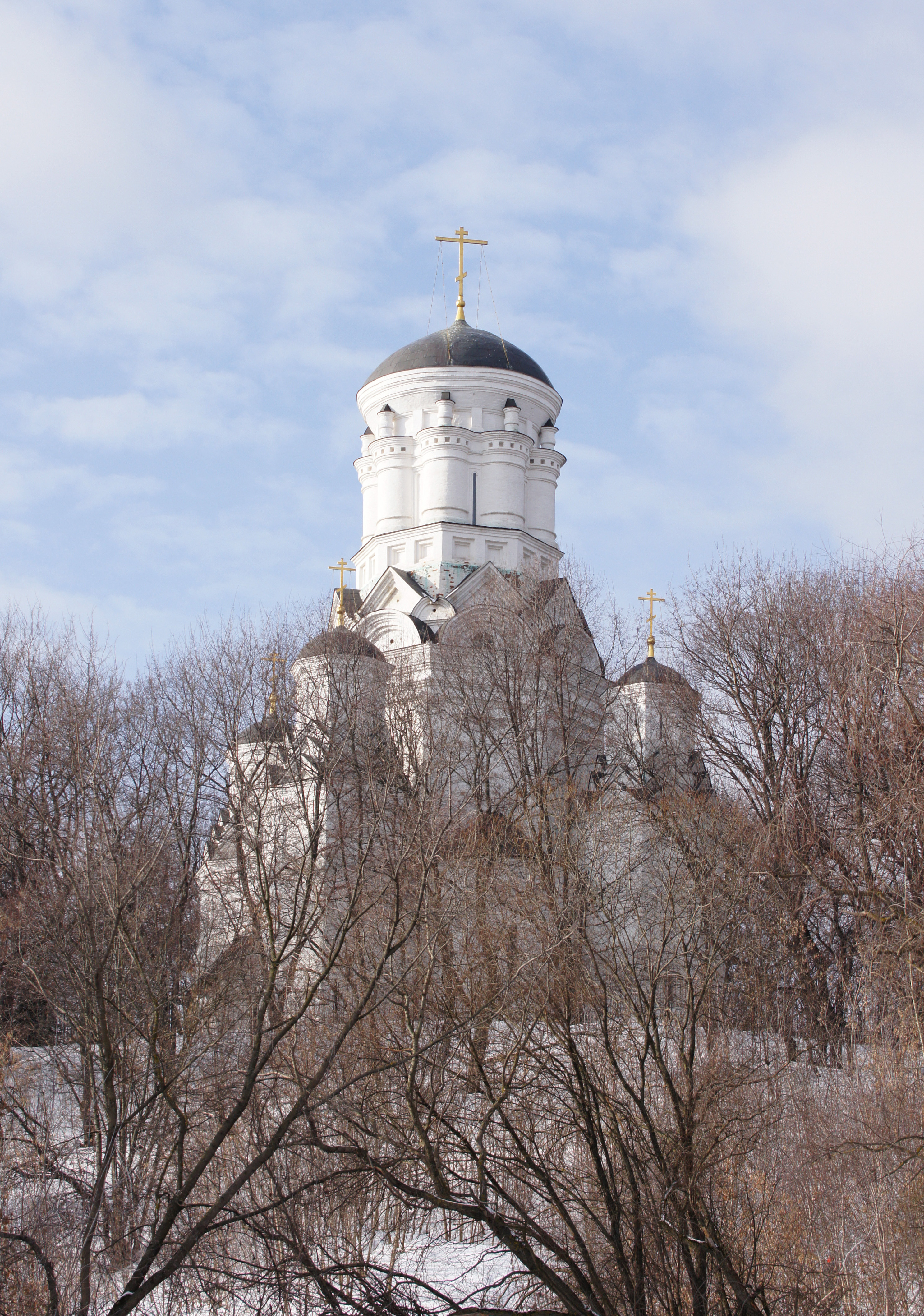
Kyrkan för halshuggningen av Johannes döparen.
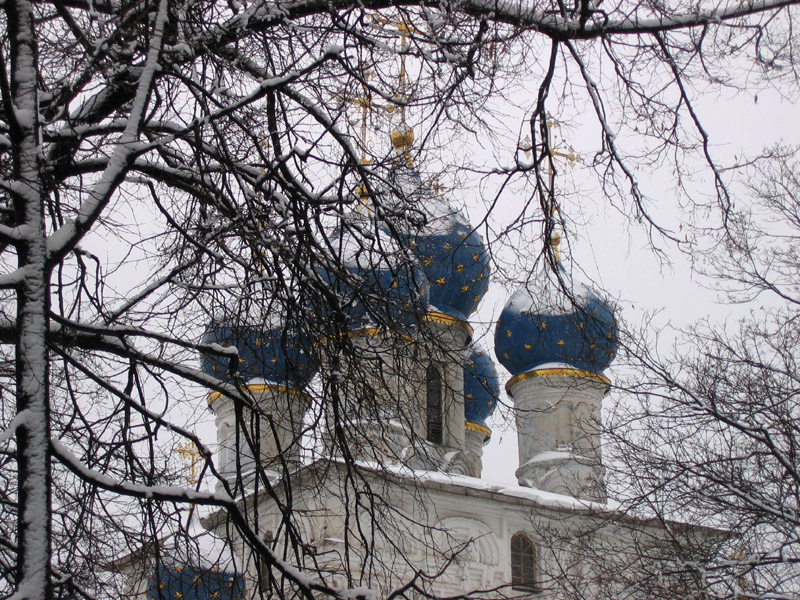
Jungfru Mariakyrkan den 31 januari 2004.
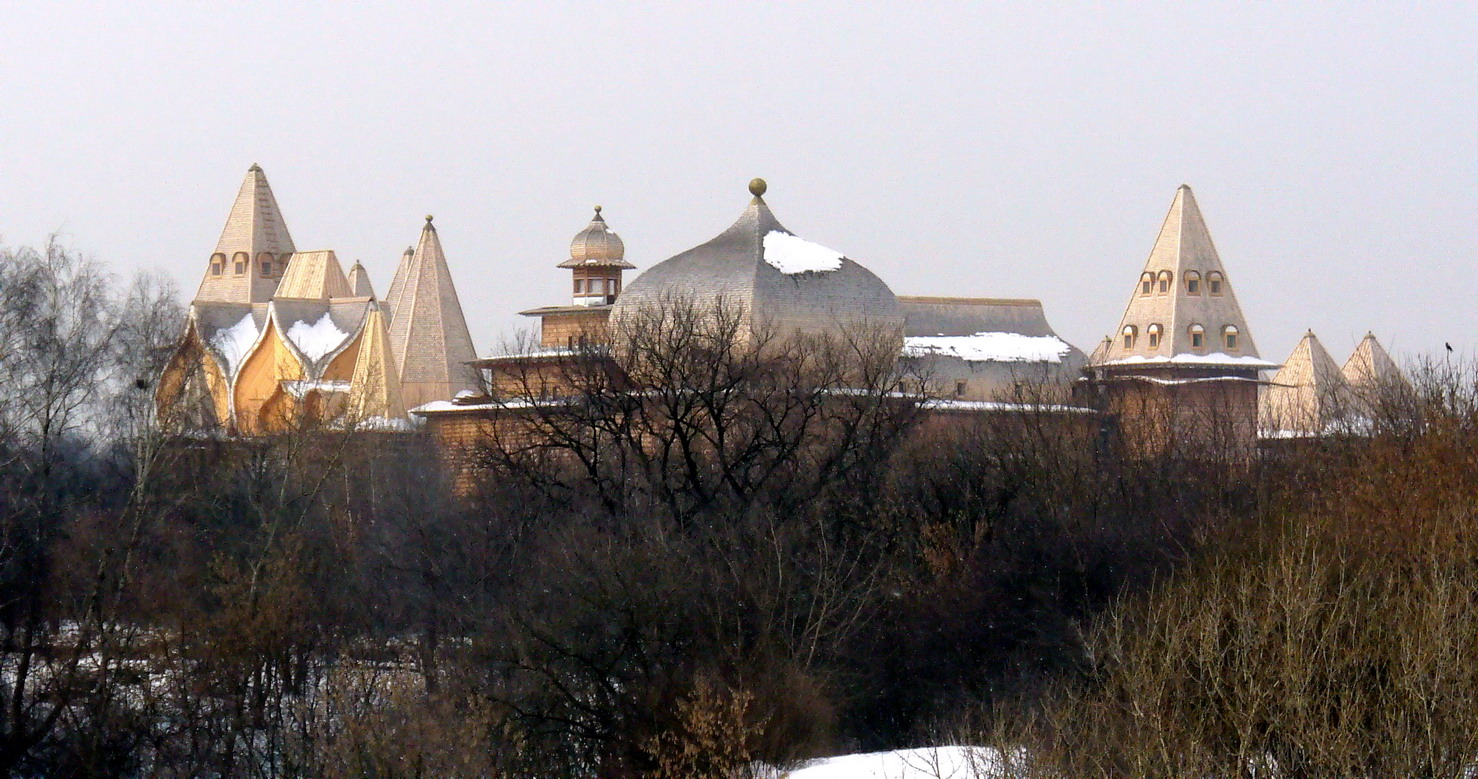
Det återuppbyggda Kolomenskojepalatset (mars 2009), invigt den 4 september 2010.